# NR Андромеды
NR Андромеды (лат. NR Andromedae) — одиночная переменная звезда в созвездии Андромеды на расстоянии (вычисленном из значения параллакса) приблизительно 22294 световых лет (около 6835 парсеков) от Солнца. Видимая звёздная величина звезды — от +16m до +14,8m.

## Характеристики
NR Андромеды — жёлто-белая пульсирующая переменная звезда типа RR Лиры (RRAB) спектрального класса F. Эффективная температура — около 6346 K.